# Alena Procházková
Alena Procházková (Banská Bystrica, 9 agosto 1984) è una fondista slovacca.

## Biografia
In Coppa del Mondo ha esordito l'11 dicembre 2004 in Val di Fiemme (58ª), ha ottenuto il primo podio il 1º dicembre 2007 a Kuusamo (3ª) e la prima vittoria il 16 gennaio 2009 a Whistler.
In carriera ha preso parte a cinque edizioni dei Giochi olimpici invernali, Torino 2006 (28ª nella 10 km, 23ª nella sprint, 46ª nell'inseguimento) e Vancouver 2010 (18ª nella sprint), Soči 2014 (50ª nella 10 km, 39ª nella sprint, 11ª nella sprint a squadre), Pyeongchang 2018 (36ª nella 30 km, 31ª nella sprint, 18ª nella sprint a squadre) e Pechino 2022 (65ª nella 10 km, 63ª nella sprint), e a dieci dei Campionati mondiali (6ª nella sprint a Oslo 2011 il miglior risultato).

## Palmarès

### Universiadi
- 4 medaglie:
  - 4 ori (10 km TC, 15 km TL, sprint, staffetta sprint a Erzurum 2011)

### Coppa del Mondo
- Miglior piazzamento in classifica generale: 18ª nel 2009
- 5 podi (tutti individuali):
  - 1 vittoria
  - 1 secondo posto
  - 3 terzi posti

#### Coppa del Mondo - vittorie
| Data            | Località | Nazione | Spec. |
| --------------- | -------- | ------- | ----- |
| 16 gennaio 2009 | Whistler | Canada  | SP TC |

Legenda:

TC = tecnica classica

TL = tecnica libera

SP = sprint

#### Coppa del Mondo - competizioni intermedie
- 1 podio di tappa:
  - 1 terzo posto